# 지오아이2
지오아이2는 해상도 25 cm인 초고해상도 상업용 관측위성이다. 지오아이에서 제작했다. 2013년에 발사될 계획이다. 2011년 현재 대한민국의 최고 해상도 정찰위성인 아리랑2호는 해상도 1 m이다.

## 같이 보기
- 지오아이